# Борки (Алатирський район)
Бо́рки (рос. Борки, чув. Борки) — селище у складі Алатирського району Чувашії, Росія. Входить до складу Алтишевського сільського поселення.
Населення — 87 осіб (2010; 122 у 2002).
Національний склад:
- росіяни — 61 %
- мордва — 38 %